# Pultenaea prolifera
Pultenaea prolifera är en ärtväxtart som beskrevs av Herbert Bennett Williamson. Pultenaea prolifera ingår i släktet Pultenaea och familjen ärtväxter. Inga underarter finns listade i Catalogue of Life.